# Svenska Missionskyrkan
Svenska Missionskyrkan var ett svenskt nyevangeliskt, protestantiskt trossamfund grundat 1878, fram till 2003 kallat Svenska Missionsförbundet (SMF). Kyrkan har enligt beslut 2011 grundat ett nytt samfund tillsammans med Svenska Baptistsamfundet och Metodistkyrkan i Sverige som heter Equmeniakyrkan (tidigare arbetsnamnet Gemensam Framtid). Från 1 juli 2012 har det nya samfundet övertagit såväl centralt anställd personal som verksamhet. De tre bildarsamfunden har avvecklats.
Svenska Missionskyrkan ingick i gruppen av frikyrkor och hade ett förhållandevis nära samarbete med Svenska kyrkan, Svenska Baptistsamfundet och Metodistkyrkan i Sverige. Det mindre samfundet Svenska frälsningsarmén hade 2013 gått upp i Svenska Missionskyrkan. Lokalt förekom samarbete med diverse samfund, bland annat genom att församlingar kunde vara anslutna till mer än en ett samfund, exempelvis Evangeliska Frikyrkan och Pingströrelsen. Missionskyrkan använde på slutet den ekumeniska sångboken Psalmer och Sånger (1987) som är gemensam för flera samfund.
År 2009 hade samfundet 60 875 medlemmar och omkring 700 församlingar i sju distrikt med varsin distriktsföreståndare. Dess högsta beslutande organ var kyrkokonferensen och dess ledande befattningshavare på nationell nivå var missionsföreståndaren.
Åren 2007-2010 var Svenska Missionskyrkan det tredje största samfundet i Sverige efter Svenska kyrkan och Pingströrelsen sett till antal betjänade personer. Antal betjänade deltagare (registrerade i verksamhet eller som medlemmar) var 109 114 år 2010, med marginell skillnad till Pingströrelsen och de islamiska församlingarna. Svenska Missionskyrkan var år 2006, näst efter Svenska kyrkan, det svenska trossamfund som betjänade flest människor, men antalet har minskat med 11 % enligt statistiken.
Svenska Missionskyrkans Ungdom (SMU) bedrev en omfattande barn- och ungdomsverksamhet på lokal- och distriktsnivå, bland annat scoutverksamhet. Tillsammans med Svenska Baptisternas Ungdomsförbund och Metodistkyrkans Ungdomsförbund bildade Svenska Missionskyrkans Ungdom år 2007 en federation för de tre nationella ungdomsförbunden. Organisationen fick namnet Equmenia, och övergick 2008 från en federation för de tre riksorganisationerna till ett riksförbund för grundarnas lokalföreningar.
Den 3 juni 2011 fattade Missionskyrkans kyrkokonferens beslutet att rekommendera sina församlingar att bilda en ny kyrka, efter egna konferensbeslut 2008 och avsiktsförklaring mellan samfunden 2009. Dagen därpå tog ett bildarmöte med ombud från Svenska Missionskyrkan, Svenska Baptistsamfundet och Metodistkyrkan i Sverige beslutet att gå samman och bilda ett nytt trossamfund, vilket bekräftats på respektive samfunds årskonferenser. Den nya kyrkan gick inledningsvis under arbetsnamnet Gemensam Framtid men namnet fastställdes 2013 till Equmeniakyrkan, baserat på ungdomsorganisationens namn. Från oktober 2012 har verksamheten i respektive kyrka överflyttats till den nya organisationen.

## Historia

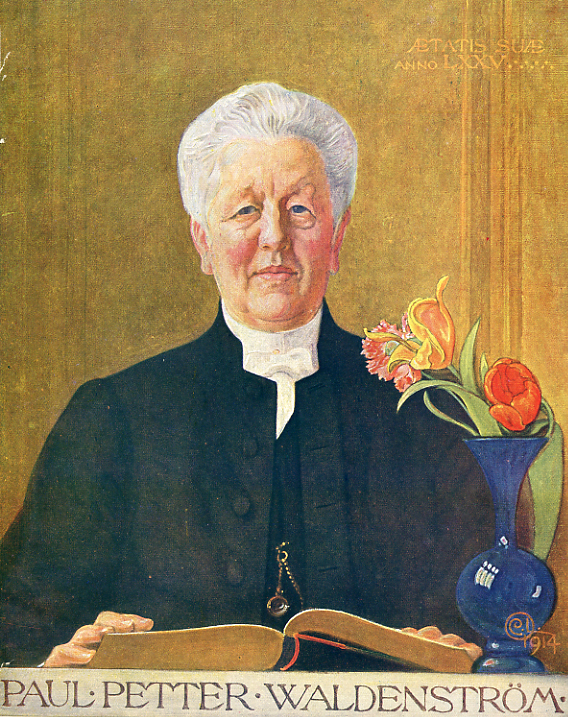
P. P. Waldenström porträtterad 1914 av Carl Larsson.

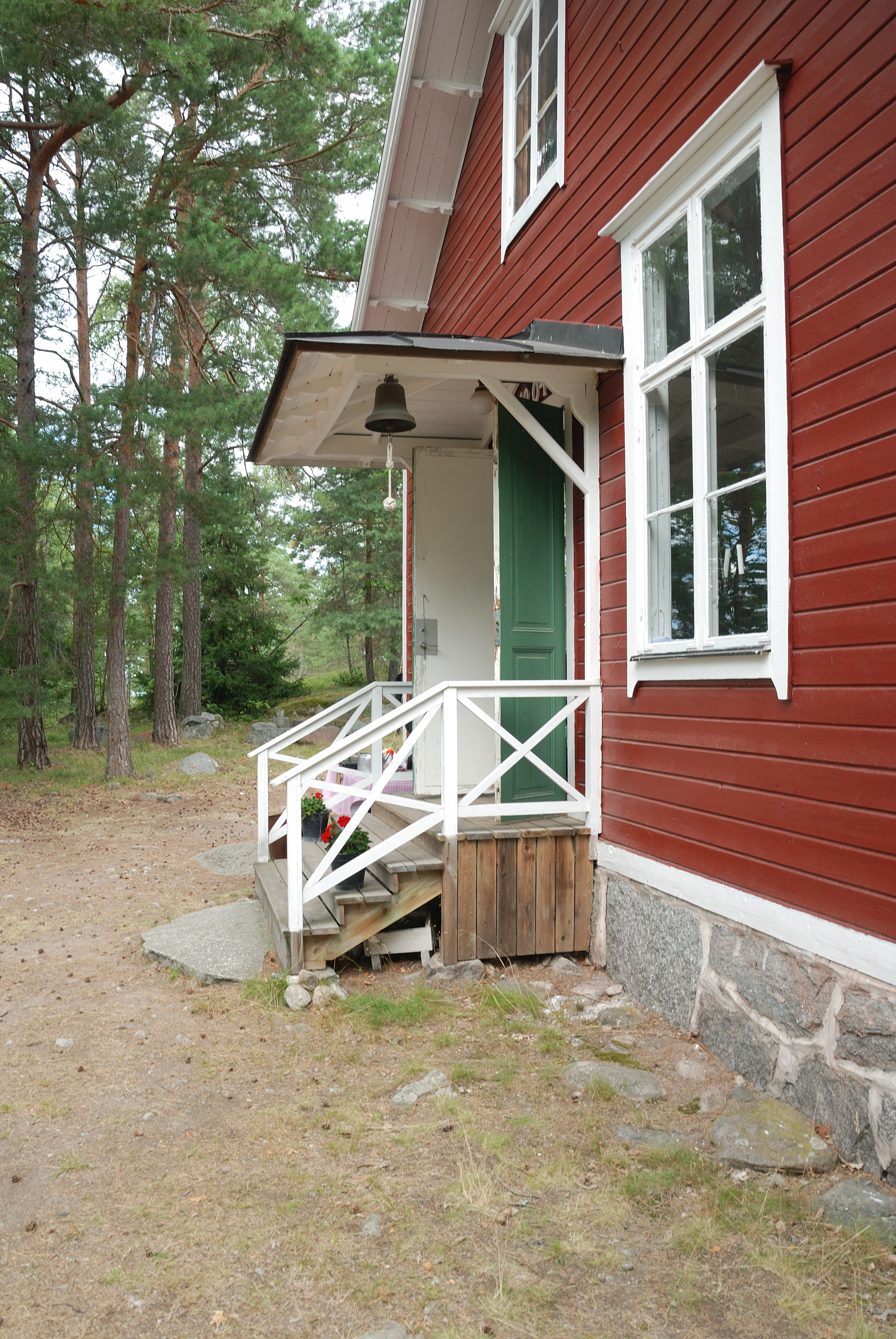
Ingmarsö missionshus byggt 1904 och fortfarande (2011) i bruk.

1856 hade Evangeliska fosterlandsstiftelsen (EFS) grundats. EFS var och är en rörelse inom Svenska kyrkan och utgör alltså inget eget samfund. EFS hade många anslutna lokalföreningar (missionsföreningar och EFS-grupper, med åtminstone tidigare namn som Evangeliskt lutherska missionsföreningen, Lutherska Missionsföreningen, Missionsföreningen, Bönhusföreningen och Evangelisk-lutherska missionsförsamlingen).
1870-talet var en period av nya idéer och splittring inom Svenska Kyrkan. Bland annat hade prästen Paul Petter Waldenström framträtt med en ny försoningslära som många i Evangeliska fosterlandsstiftelsens kretsar anslöt sig till. Detta ledde till ett krav att dess missionärer inte skulle vara skyldiga att ansluta sig till den Augsburgska bekännelsen. På sina håll fanns också en strävan att bryta med den kyrkliga nattvardsordningen. När ett förslag att ändra Evangeliska fosterlandsstiftelsens bekännelseståndpunkt vid 1878 års konferens förkastades, skapades samma år Svenska Missionsförbundet (vid ett predikantmöte i baptisternas Betelkapellet i Stockholm). Waldenström hade dessförinnan blivit avskedad från sin tjänst som EFS-ombud. SMF:s medlemmar kallades sedan start och under åtskilliga decennier för Waldenströmare. 
SMF satte även mission i andra länder på sitt program från 1880 och sände samma år ut sina första missionärer: Carl Johan Engvall till Kongo i Livingstone-Inland-missionens tjänst vilket blev starten för den svenska kongomissionen. Högberg sändes till Ryssland och J.E. Ågren, A. Lindgren och K.J.Gustafsson till Lappland. Från början av 1880-talet fanns alltså flera olika missionerande samarbetsorganisationer i Sverige: Svenska kyrkans mission (från 1876), Evangeliska fosterlandsstiftelsen (från 1865), Svenska Alliansmissionen (från början av 1900-talet) samt Svenska missionsförbundet (från 1880). Även Svenska baptistsamfundets församlingar hade missionsverksamhet (från 1881). Helgelseförbundet kom 1887 och Örebromissionen 1892 och Pingströrelsen först efter 1911 med sina missionsengagemang. 
Missionärer och predikanter utbildades vid två missionsskolor, belägna i skånska Vinslöv och i Kristinehamn i östra Värmland. Missionsskolan i Kristinehamn hade anlagts redan 1871 av Värmlands Ansgariiförening men övertogs 1878 eller 1879 av Svenska Missionsförbundet. Missionsskolan flyttade 1890 till Stockholm och 1908 till Stockby i Lidingö och kallades från 1950 för Teologiska seminariet. Den är idag känd som Lidingö folkhögskola. Den ursprungligen tvååriga predikantutbildningen blev 1888 treårig och 1915 fyraårig. Skolans föreståndare var Andreas Fernholm (1871-1872), Karl Hultkrantz (1874-1878), Jakob Ekman (1878-1886), N.F. Graflund (1886-1888), N. Wikander (1888-1910), Paul Petter Waldenström (1910-1912) och Gustav Mosesson (1912-1937).

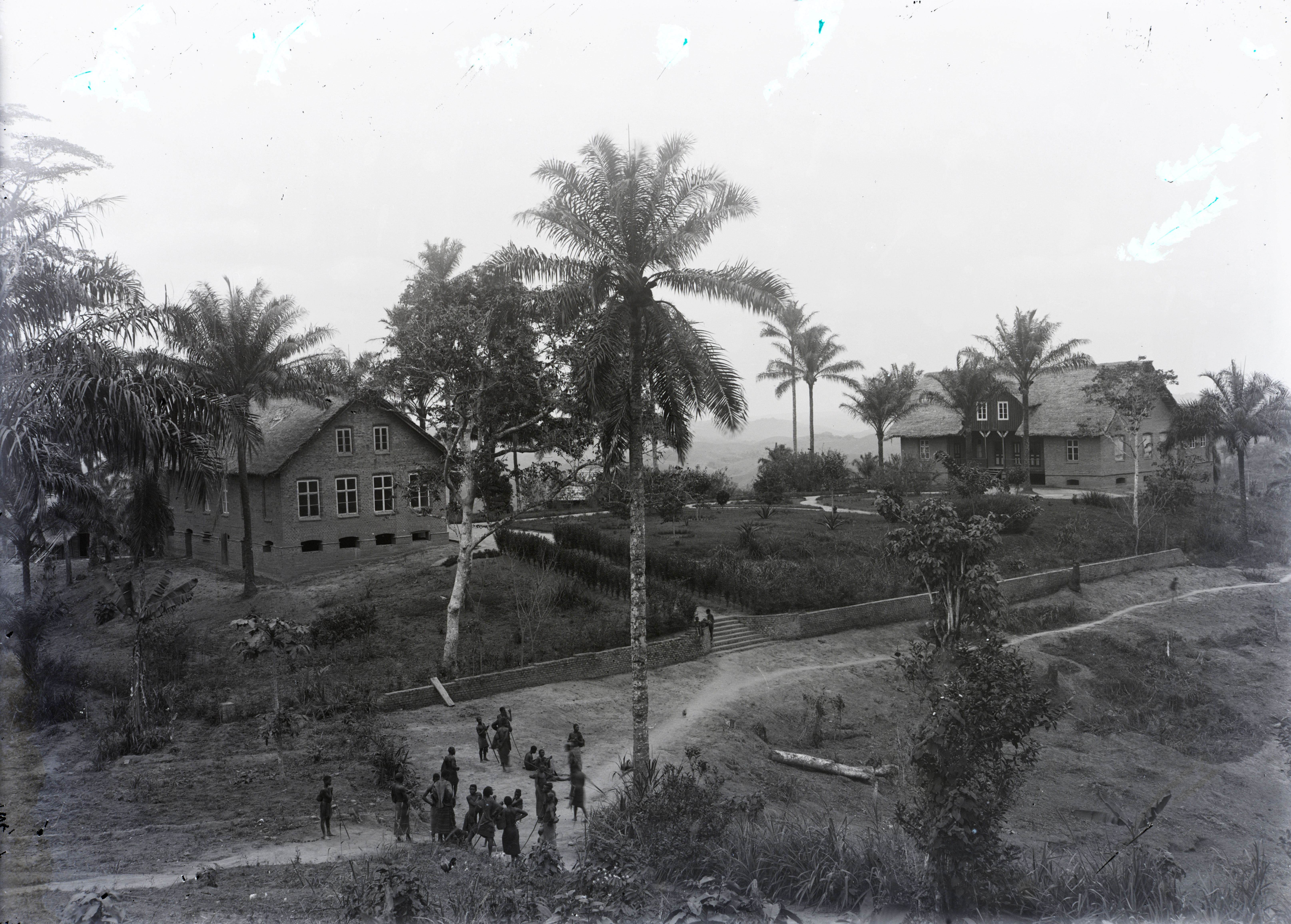
Kingoyi missionsstation i Nedre Kongo.

### Svenska kongomissionen
I Kongo blev Missionsförbundets mission självständig 1884 efter fem års samarbete med Livingstone Inland Mission. Man arbetade bland annat med att utarbeta ett skriftspråk för kikongo, översätta Bibeln till detta språk och anlägga och driva ett tryckeri. De tre första missionärerna som reste till Kongo var Carl Johan Engvall (1858-1936), Nils Westlind (1854-1895) och Karl Johan Pettersson (1855-1921). Westlind hade varit i Kongo första gången 1882-1885. När han avreste igen den 5 augusti 1886 hade han tre andra missionärer med sig - Karl Fredrik Andreæ (1854-1894), Carl Johan Nilsson (1858-1891) och Lars Fredrik Hammarstedt (1861-1887). Hammarstedt dog i malaria vid Mukimbungu missionsstation den 24 februari 1887, den första av missionärerna som dog i Kongo. Mellan 1895 och 1912 dog 55 missionärer i detta arbete. På den tiden ansåg man att det berodde på klimatet.

### Mission i Kina, Ryssland och England
När man överlämnade missionen i Alaska till Svenska missionsförbundet i Nordamerika 1889, beslutade man i Sverige att påbörja mission i Kina. Missionen i Östturkestan påbörjades 1894. Svenska missionsförbundet hade också verksamhet i Kaukasien, Ryssland, och England (sjömansmission med 6 manliga och 9 kvinnliga arbetare). 

### Mission i Lappland
Missionsarbetet i Lappland var riktat till den nomadiska samiska befolkningen. Fram till 1892 verkade flera missionärer bland samerna. Det året beslutade man att lägga om verksamheten i Lappland och inriktningen blev främst på nybyggarna. I mitten på 1990-talet tog Svenska Missionsförbundet återigen upp ett organiserat samiskt arbete. Sedan dess har Gerard Willemsen ansvarat för detta arbete.

### Organisation

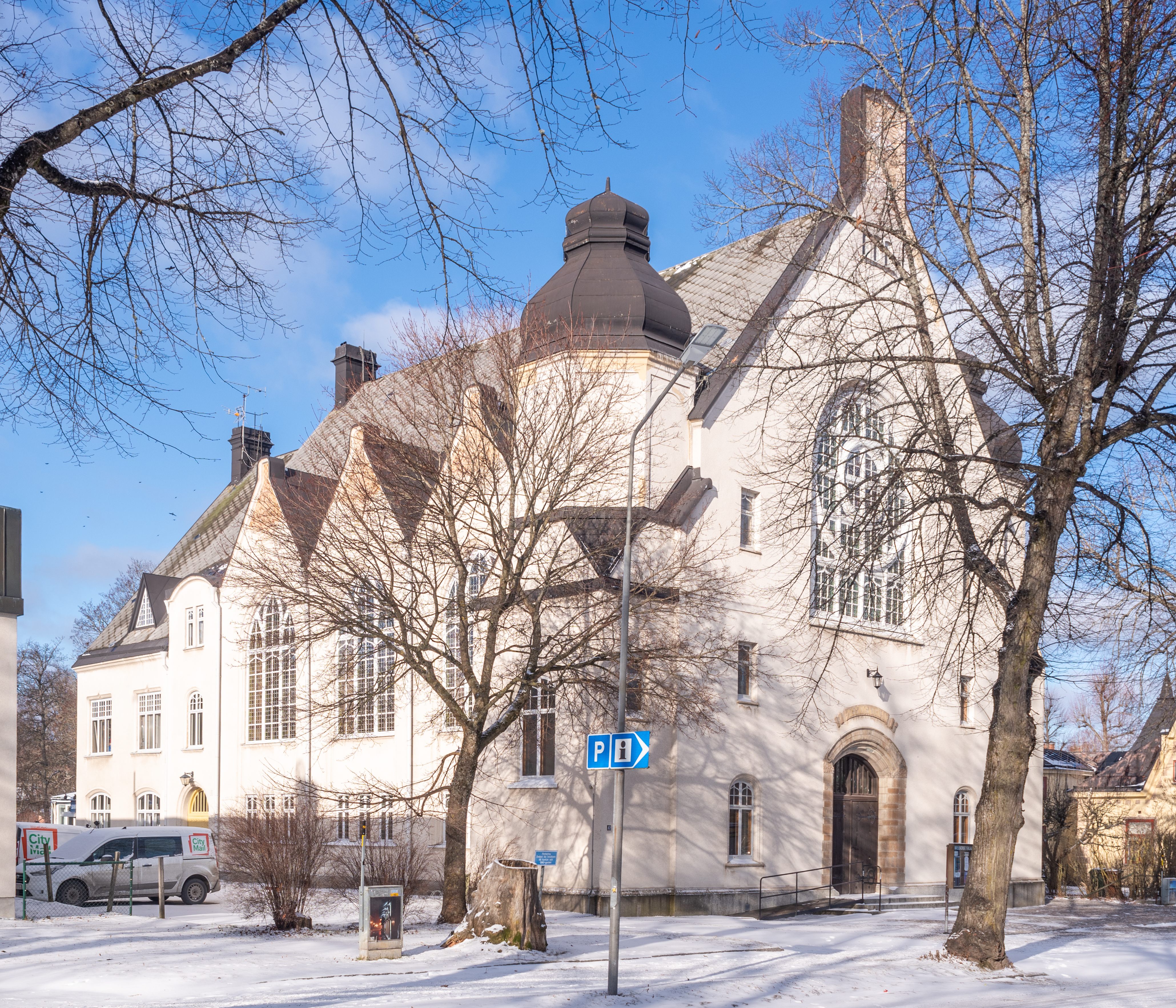
Missionskyrkan i Sala.

Missionsförbundet hade (1911) 123 missionärer, varav 69 kvinnliga, 256 infödda medarbetare, 3 104 församlingsmedlemmar och 229 skolor med 5 822 elever. Missionsförbundet stöddes 1912 av 1 315 missionsföreningar och friförsamlingar med 96 450 medlemmar, fördelade (sedan 1912) på 14 distrikt med var sin distriktsföreståndare. Dess missionstidning, "Missionsförbundet", gavs ut i 18 500 exemplar. Dess högste ledare, missionsföreståndare, var pastor Erik Jakob Ekman 1878–1904 och därefter lektor Waldenström. Årsmöteskonferensen, som bestod av delegerade från de till Missionsförbundet anslutna föreningarna och friförsamlingarna, valde styrelse och fattade beslut i alla viktigare frågor rörande missionsarbetet.
I januari 1920 utgavs Svenska Missionsförbundets Sångbok 1920 med 782 psalmer och sånger för enskilt och offentligt bruk. Mycket av den då avlidne Erik Nyströms arbete med den tidigare sångboken behölls i denna nya version, mycket nytt tillkom både från Sverige och utlandet och många av sångerna var nyförfattade. Från 1987 användes en ekumenisk sångbok där de 325 första sångerna är gemensamma och resterande del baseras på samfundens egna respektive traditioner.
1952 hade man 102 749 medlemmar fördelade på 1 621 församlingar, 685 ordinarie och 985 biträdande predikanter. Vidare fanns 27 452 medlemmar i ungdomsföreningarna av vilka 23 379 även var församlingsmedlemmar, 22 899 medlemmar i juniorföreningarna och drev vidare 2 842 söndagsskolor med 12 143 söndagsskollärare och 114 846 barn. Missionen hade särskilt i Kongo utvidgats där fanns då 174 missionärer, 1 298 infödda medarbetare och 57 367 församlingsmedlemmar, i Indien.
1950-talet blev medlemskulmen för kyrkan, därefter började medlemsantalet vika. 1995 hade Svenska Missionsförbundet ca 75 000 medlemmar.

## Teologi
Svenska Missionskyrkan förvaltar främst arvet från luthersk nyevangelism och Paul Petter Waldenström. Det hindrar inte att man internationellt tillhör Reformerta kyrkornas världsallians. Den organisationsform man har är kongregationalism. I arvet från Paul Petter Waldenström finns en vilja till ekumenik vilket tar sig uttryck bland annat i nattvardsgemenskap med Svenska Kyrkan, medlemskap i Kyrkornas världsråd och nära samarbete med Svenska Baptistsamfundet och Metodistkyrkan i Sverige. 
Svenska Missionskyrkan har en tradition av frihet för individer och församlingar i teologiska frågor, ett exempel på detta är den dubbla dopsynen, ett annat exempel är synen på Bibeln där både liberalteologisk som evangelikal bibelsyn förekommer. Missionsförbundet bröt vid dess grundande med den renläriga lutherdomen. Orsaken var för den subjektiva försoningsläran som stred mot Svenska kyrkans lära vilket innebar att Waldenström förlorade sitt ämbete som präst och att Evangeliska Fosterlands-Stiftelsen splittrades och Svenska Missionskyrkan bildades. Utifrån luthersk renlärighet finns också de som ser ett reformert inflytande redan hos Evangeliska Fosterlands-Stiftelsens Carl Olof Rosenius och mer tydligt i Paul Petter Waldenström. Idag förvaltar man arvet från Luther, lågkyrklighet, Paul Petter Waldenström och Erik Jakob Ekman samtidigt som det finns reformerta, evangelikala och karismatiska inslag. De lokala skillnaderna i framtoning hör till de största inom svenska samfund, vilket möjliggörs av den stora toleransen för uttryck i andlighet och förkunnelse. 
Missionskyrkans tradition av ekumenik och frihet gör att det kan vara svårt att placera Missionskyrkan på den teologiska kartan. Samtidigt som Missionskyrkan är medlem i Reformerta kyrkornas världsallians visar dess teologi och praktik på ett arv från Luther snarare än från Calvin. Genom frikyrkliga och reformerta inslag och genom att man inte bejakar de lutherska bekännelseskrifterna (se Svenska kyrkans bekännelseskrifter) är ett medlemskap i Lutherska världsförbundet inte aktuellt. Då barndop är det vanligaste i Missionskyrkan kan kyrkan inte beskrivas som baptistisk, Europeiska Baptistfederationen står till exempel tydligt för att troendedopet är det bibliska dopet. Även troendedop praktiseras och man praktiserar ibland omdop av barndöpta, därför finns ett visst släktskap med baptiströrelsen när det gäller dopsyn. Då omdop kan vara ett problem för ekumeniken har man i Missionskyrkan infört en akt för dopbekräftelse som kan ersätta omdop.
I de ekumeniska dokumenten Gemensam tro, 1995 och Gemensam framtid?, 2008, ser man betydande teologiska likheter mellan Missionskyrkan, Baptistsamfundet och Metodistkyrkan, även om det finns olikheter som diskuteras inför ett eventuellt samgående. Svenska Missionskyrkan har en i grunden samma församlingssyn som baptismen och organiserar både kristna som föredrar barndop och de som förespråkare troendedop, därmed kan många baptister känna sig hemma i missionsförsamlingar. Man har ofta menat att baptisternas syn på troendedopet är särskiljande för baptismen och ett hinder för ekumenik, men i ekumeniskt arbete har man noterat att "Internationell ekumenik påminner oss om att kyrko- och församlingssyn är för baptister den avgörande frågan för enhet." Flera församlingar anslutna till Missionskyrkan är samtidigt anslutna till Svenska Baptistsamfundet och/eller Metodistkyrkan i Sverige. Teologiska Högskolan i Stockholm drivs också med de tre ovan nämnda samfunden som huvudmän. Dessutom har de tre kyrkornas ungdomsförbund skapat en gemensam organisation, Equmenia. Dessa fakta visar tydligt en närhet i teologi mellan de tre samfunden och det har också gjorts planer på samgående på några års sikt. Gemensam framtid (GF-kyrkan) var arbetsnamnet på den nya kyrkan (samfundet) som från oktober 2012 ersatte de ingående samfundens egna organisationer. Efter diskussion på kyrkokonferensen det kommande året kom den nya kyrkan att få namnet Equmeniakyrkan, och på engelska Uniting Church in Sweden.
Genom medlemskapet Internationella federationen av fria evangeliska kyrkor, som skapades på initiativ av Svenska Missionskyrkan 1948, får man internationella kontakter med samfund med likartad teologi. Märk väl att "Mission Church" i andra länder vanligen saknar koppling till Svenska Missionskyrkan. Ett exempel är att Steven David missionsföreståndare för Indiska Hindustani Covenant Church deltog på Hönökonferensen 2005. Ett annat exempel är det samarbete som finns mellan Evangelical Covenant Churchs North Park University i Chicago och Södra Vätterbygdens folkhögskola, som drivs av Svenska Missionskyrkan. Teologin för Internationella federationen av fria evangeliska kyrkor kan betecknas som evangelisk. Även om Internationella federationen av fria evangeliska kyrkor inte har några bekännelseskrifter så kan följande krav på prospektiva medlemskyrkor visa på något av det gemensamma i de olika kyrkornas teologi:
de är evangeliska så till vida som deras tro, lära och uppförande vägleds av Bibelns budskap. Den personliga tron i Jesus Kristus, i lydnad gentemot Ordet och Guds Vilja, är det enda villkoret i medlemskap i hans kyrka.
och:
de är kyrkor så till vida att Jesus Kristus är närvarande genom hans Ord och Ande, och samlar och vägleder dem, och att de erkänner att alla troende och endast de troende är medlemmar i kyrkan.

## Organisation

### Bidrag
Missionskyrkan erhöll bidrag ifrån Nämnden för statligt stöd till trossamfund (SST).
|                         | 2007      | 2008      | 2009      | 2010      | 2011      | 2012      | 2013    |
| Organisationsbidrag SST | 6 427 000 | 6 426 000 | 6 345 000 | 6 259 000 | 6 137 000 | 7 384 000 |         |
| Projektbidrag SST       | 636 600   | 757 300   | 62 600    | 834 000   | 1 145 000 | 1 320 000 | 265 200 |

### Församlingar

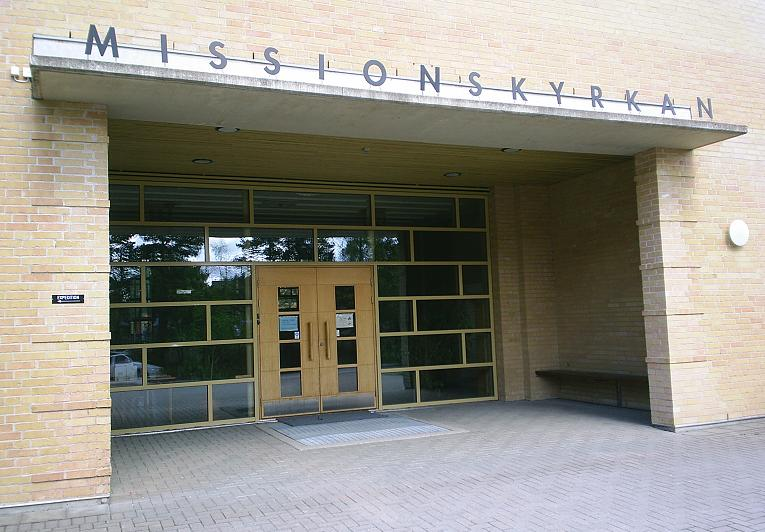
Trollhättans missionskyrka i april 2004.

Svenska Missionskyrkan omfattar knappt 700 församlingar som når drygt 130 000 människor med sin verksamhet. Sex av samfundets församlingar hade enligt matrikel 2007 – 2008 över 600 medlemmar: Immanuelskyrkan, Stockholm (1 509), Värnamo missionsförsamling (690), Linköpings missionsförsamling (665), Immanuelskyrkan, Jönköping (654), Alingsås missionförsamling (632) och Betlehemskyrkan, Göteborg (631).
De missionskyrkor som det finns artiklar om på svenskspråkiga Wikipedia finns listade i kategori:Svenska missionskyrkor.

### Distrikt
Missionskyrkan var indelad i sju territoriella distrikt. Därtill kom Svenska Frälsningsarmén, SFA, med vilket dåvarande Svenska Missionsförbundet hade haft ett samarbetsavtal sedan 1988. I juni 2005 uppgick Svenska Frälsningsarmén efter ömsesidiga beslut i Missionskyrkan, men behöll sin struktur genom att inrättas som ett icke-territoriellt distrikt i kyrkan.

### Distriktsindelning och distriktsföreståndare (2009, distrikten avvecklades 2014)
| Distrikt                      | Kansliort  | Distriktsföreståndare / Arméledare           |
| ----------------------------- | ---------- | -------------------------------------------- |
| Mellansvenska distriktet      | Gävle      | distriktsföreståndare Lennart Renöfält       |
| Mälardalens distrikt          | Stockholm  | distriktsföreståndare Helén Friberg          |
| Södra Götalands distrikt      | Hässleholm | distriktsföreståndare Gunnel Jacobsson-Kritz |
| Västra Götalands distrikt     | Alingsås   | distriktsföreståndare Ola Bojestig           |
| Örebro Värmland-Dals distrikt | Karlstad   | distriktsföreståndare Roland Brage           |
| Östra Götalands distrikt      | Jönköping  | distriktsföreståndare Lennart Johansson      |
| Övre Norrlands distrikt       | Skellefteå | distriktsföreståndare Klas Johansson         |
| Svenska Frälsningsarmén       | Brämhult   | överste Leif Johansson                       |

### Kyrkokonferensen och kyrkostyrelsen
Kyrkokonferensen (tidigare Generalkonferensen och dessförinnan Årsmöteskonferensen) är Svenska Missionskyrkans högsta beslutande organ, och sammankallas årligen. Konferensen fastställer budget och verksamhetsplan samt utser missionsföreståndare och kyrkostyrelse. I samband med kyrkokonferensen ordinerades tom 2012 också samfundets pastorer och diakoner. Därefter sker ordinatinerna i Equmeniakyrkan.

### Ordförande i Missionsstyrelsen / Kyrkostyrelsen (sedan år 1878)
| Namn                                                           | Tjänstgöringstid |
| -------------------------------------------------------------- | ---------------- |
| Erik Jakob Ekman, präst, riksdagsman                           | 1878–1904        |
| Paul Petter Waldenström, FD, präst, riksdagsman                | 1903–1917        |
| Sven Bengtsson, lantbrukare, riksdagsman                       | 1918–1936        |
| Anders Löfberg, kaffefabrikör och medgrundare av Löfbergs lila | 1937–1950        |
| Johan Ahlsten, lantbrukare, riksdagsman                        | 1950–1962        |
| Ansgar Eeg Olofsson                                            | 1962–1970        |
| Gunnar Hjerne, landstingsråd                                   | 1970–1978        |
| Daniel Perers, missionsläkare, överläkare                      | 1978–1985        |
| Elver Jonsson, riksdagsman                                     | 1985–1997        |
| Ulf Hållmarker, överläkare, landstingsdirektör                 | 1997–2023        |

### Missionsföreståndare
| Namn                         | Tjänstgöringstid |
| ---------------------------- | ---------------- |
| Erik Jakob Ekman             | 1886–1904        |
| Paul Petter Waldenström      | 1908–1917        |
| Janne Nyrén                  | 1918–1930        |
| Axel Andersson               | 1930–1944        |
| Johan Gustafsson             | 1944–1954        |
| Rickard Larsson              | 1954–1956        |
| Gösta Nicklasson             | 1956–1972        |
| Gösta Hedberg                | 1972–1983        |
| Walter Persson               | 1983–1993        |
| Krister Andersson            | 1993–2004        |
| Göran Zettergren             | 2004–2011        |
| Olle Alkholm (tillförordnad) | 2011–2012        |

### Styrelsen (1878–1928)[32]
- 1878–1885: A. B. Beskow, doktor
- 1878–1904: Jakob Ekman
- 1878–1886: C. Kollinius, hamnkapten
- 1878–1879: Samuel Johansson, predikant
- 1878–1917: Paul Waldenström
- 1878–1885: Carl Johan Nyvall
- 1878–1884: F. O. Ramström, grosshandlare
- 1879–1897: Svenning Johansson, predikant
- 1884–1885: Wilhelm Wretlind
- 1885–1886: F. O. Ramström, grosshandlare
- 1886–1892: Sven Johnson, handlare
- 1886–1887: C. Lalin, jörnhandlare
- 1886–1904: Samuel Johansson, predikant
- 1886–1887: E. Rosén, målarmästare
- 1887–1888: Wilhelm Wretlind
- 1889–1894: Erik Sjöström, fabrikör
- 1889–1898: Johan Bengtson
- 1893–1894: A. A. Björkander, läderhandlare
- 1894–1896: C. Lalin, järnhandlare
- 1894–1908: J. Nilsson, folkskollärare
- 1897–1902: Carl Boberg
- 1898–1917: Johan Bernhard Gauffin
- 1902–1915: J. Hellgren, bokhandlare
- 1904–1907: A. Carlsson, predikant
- 1904–1913: J. P. Johansson, predikant
- 1904–1907: A. G. Nilsson, direktör
- 1904–1909: Ulrik Leander
- 1904–1918: Joh. Lindholm, rektor
- 1904–1920: G. Stockman, bankdirektör
- 1906–1920: M. Törnqvist, grosshandlare
- 1906–1910: Johan Bengtson
- 1907–1918: Janne Nyrén
- 1908–1923: A. Ohldén, predikant
- 1909–1917: J. P. Jönsson, fabrikör
- 1910–1917: L. Göransson, fabrikör
- 1913–1922: Karl Palmberg
- 1915–1928: Axel Andersson
- 1917–1928: Sven Bengtsson
- 1917–1928: L. Hallén, distriktsföreståndare
- 1917–1923: E. A. Nilsson, riksdagsman
- 1917–1920: O. Johansson, riksdagsman
- 1918–1928: And. Löfberg, grosshandlare
- 1918–1928: L. E. Larsson, fabrikör
- 1918–1920: John. A. Pettersson, grosshandlare
- 1919–1928: Efraim Ljung
- 1920–1928: P. M. Mårtensson, predikant
- 1920–1928: August Rosén
- 1920–1921: N. Scherike, undervisningsråd
- 1921–1925: E. Kruse, rektor
- 1922–1928: O. Johansson, riksdagsman
- 1923–1928: K. E. Lamn, doktor
- 1923–1927: Frans Hjortsberg, landsfogde
- 1925–1927: Josef Jakobsson, lantbrukare

## Utbildningsverksamhet
Svenska Missionskyrkan är huvudman för en högskola och fyra folkhögskolor. Samfundet växte fram parallellt med folkbildningsrörelsen och redan innan Svenska Missionsförbundet formellt grundades fanns missionsskolor i Vinslöv och Kristinehamn för utbildning av predikanter och missionärer. Skolorna startade på lokala initiativ och först runt 1890 blev Kristinehamns missionsskola en gemensam skola för hela samfundet.
Svenska Missionskyrkan är huvudman för följande skolor:
- Härnösands folkhögskola, tillsammans med SMU
- Karlskoga folkhögskola, tillsammans med SMU
- Lidingö folkhögskola, tillsammans med SMU
- Södra Vätterbygdens folkhögskola, tillsammans med SMU
- Teologiska högskolan Stockholm, tillsammans med Svenska Baptistsamfundet och Metodistkyrkan i Sverige, men sedan 2011-2013 (möjligen 1 juli 2012, var god se överst) äger Equmeniakyrkan Teologiska Högskolan i Stockholm.

Den 23 januari 2004 överlät Svenska Missionskyrkan huvudmannaskapet för Kalix folkhögskola till Studieförbundet Vuxenskolan, efter att ha drivit skolan i 65 år.

### Utbildningscentrum Lidingö
En särskild plats i samfundets historia intar den skola som på initiativ av PP Waldenström anlades på Lidingö 1908, då under namnet Missionsskolan. Skolan kom att spela en central roll i samfundets utveckling genom att bli den huvudsakliga utbildningsinstansen för samfundets pastorer. På 1950-talet ändrade skolan namn till Teologiska seminariet och 1966 startade även Ledarinstitutet, en ledarutbildning i samarbete med SMU. Ledarutbildningen blev 1981 basen för en separat folkhögskola på Lidingö, med allmän linje, missionärs- och diakonutbildning, bibellinje med mera.
Teologiska seminariet ombildades till högskola 1994, då Teologiska seminariet tillsammans med Svenska Baptistsamfundets pastorsutbildning på Betelseminariet omorganiserades i en ny stiftelse med namn Teologiska högskolan Stockholm, THS. Under en övergångsfas fanns högskolan kvar i seminarielokalerna på Lidingö men flyttade 2002 till Betelseminariets lokaler i Bromma. Senare tillkom även Metodistkyrkan i Sverige som huvudman, i samband med att dess teologiska seminarium för nordisk pastorsutbildning vid Överås i Göteborg överfördes till THS.
Verksamheten på Lidingö bestod under några år av folkhögskoleutbildning och samfundsinterna utbildningar och konferenser, samlat under namnet Svenska Missionskyrkans Utbildningscentrum Lidingö, UCL. Lidingö folkhögskola och Bromma Folkhögskola slogs sedan ihop och verksamheten flyttades till Bromma. Fastigheten på Lidingö såldes i början av 2015.

### Studieförbund
Svenska Missionskyrkan är medlem i Studieförbundet Bilda för kyrka och samhälle, i dagligt tal Bilda. Studieförbundet grundades 1947 som Frikyrkliga Studieförbundet, FS, av tre frikyrkliga ungdomsförbund som ville ha möjlighet att få statliga anslag för den folkbildningsverksamhet de bedrev. Bland de ursprungliga grundarna fanns Svenska Missionsförbundets Ungdom, relativt snart därefter anslöt sig även Svenska Missionsförbundet.
Folkbildningsarbetet inom Bilda har historiskt bedrivits av den lokala församlingen eller ungdomsföreningen, i form av bland annat kurser, studiecirklar, konserter och ledarutbildningar. Idag utgör även projekt på central och distriktsnivå en betydande del av verksamheten.

## Publikationer

### Växa.nu
Växa.nu är en tidning som gavs ut av Svenska Missionskyrkan, dess distrikt och ungdomsorganisationen Equmenia. Den startades i september 2008 och gavs ut med fyra nummer per år fram till sommaren 2010. Upplagan var på c:a 25 000, varav en del distribuerades som bilaga med tidningen Sändaren och resten delades ut via distrikt och församlingar. Innehållet behandlade främst vad som händer och sker i Missionskyrkan runt om i landet, med krönikor, bokanmälningar mm Tidningen var 20-24 sidor, i färg och i ett format något större än A4.

## Kvinnliga pastorer
Svenska Missionsförbundet (senare Svenska Missionskyrkan och idag Equmeniakyrkan) hade beslutat att personer som inte var pastorsutbildade och avskilda (idag ordinerade) till pastorer vid samfundets generalkonferens ändå kunde betraktas som avskilda pastorer efter rekommendation och efter att under minst två år ha utfört en sammanhängande pastorstjänst i samfundet. Därför ansökte Alsters missionsförsamling 1948 om att Signe Eriksson-Högefjord skulle antecknas som pastor i Svenska Missionsförbundet. Värmland-Dalslands distriktsråd gav sitt stöd åt ansökan. Predikantrådet som tog emot ansökan förstod att frågan var kontroversiell och överlämnade den till samfundets styrelse, som i oktober 1948 tillsatte en kommitté att arbeta med frågan. Medan frågan utreddes anställde även Särna missionsförsamling en kvinnlig pastor, nämligen Ingrid Pettersson. Kommittén sa ja till kvinnliga pastorer med bara en reservant. Den 8 juni 1950 beslöt därför Svenska Missionsförbundet i stor enighet på sin generalkonferens att även kvinnor skulle få utbildas till pastorer på samfundets teologiska skola och avskiljas till pastorer.
Signe Eriksson-Högefjord och Ingrid Pettersson blev i samband med detta beslut antagna som pastorer i Svenska Missionsförbundet, men kom aldrig att gå någon pastorsutbildning eller bli avskilda som pastorer vid samfundets generalkonferens. Istället installerades de lokalt i de församlingar där de arbetade. Den första kvinnan som avskildes till pastor efter fullgjord pastorsutbildning och som därefter gick ut i församlingstjänst var Ingegärd Dackerud.

## Några kända namn i Missionskyrkan
- Erik Amnå, professor i statskunskap, ordförande i studieförbundet Bilda
- Olle Dahlén, politiker (fp), ambassadör
- Olle Engström, rektor, politiker (fp), delegat i Kyrkornas Världsråds exekutivkommitté och centralkommitté
- Artur Eriksson, sångarpastor, evangelist, skivartist
- Karl-Erik Eriksson, politiker (fp), auktionsutropare
- John Hedlund, evangelist, författare
- Arne Höglund, låtskrivare och riksevangelist
- Anna Kettner, pastor, politiker (s)
- Maria Larsson, politiker (kd), äldre- och folkhälsominister
- Lars Leijonborg, politiker (fp), forskningsminister
- Lars Lindberg, lärare vid Teologiska Högskolan (THS)
- Anders Mellbourn, journalist och statsvetare
- Folke Nordangård (1914-2005), författare, ordförande i nykterhetsorganisationen Blå Bandet
- Berthil Paulson, riksevangelist
- Lars-Eric Petersson, företagsledare
- Ragnhild Pohanka, före detta miljöpartistiskt språkrör, politiker (v)
- Marianne Samuelsson, politiker (mp), landshövding
- Jan-Erik Wikström, politiker (fp), kulturminister, landshövding
- Lennart Wallenstam, byggmästare
- Bertil Zachrisson, politiker (s), kulturminister
- Christer Zettergren, Svenska Röda Korset, senare Migrationsverket
- Sten-Sture Zettergren, pastor, sångförfattare.